# سیارک ۲۱۳۳۱
سیارک ۲۱۳۳۱ (به انگلیسی: 21331 Lodovicoferrari، نامگذاری:1997BO) بیست و یک هزار و سیصد و سی و یکمین سیارک کشف شده‌است که در ۱۷ ژانویه ۱۹۹۷ کشف شد.
قدر مطلق سیارک برابر ۱۵٫۲۰ است.